# Climax (film uit 2018)
Climax is een Frans-Belgische experimentele psychologische horrorfilm uit 2018 van regisseur Gaspar Noé.

## Plot
Een dansgroep van 24 man viert een feestje na afloop van een repetitie. Als de feestgangers zich raar gaan voelen en gedragen rijst het vermoeden dat iemand lsd in de sangria heeft gedaan. Verschillende aanwezigen worden als dader aangewezen. Een van de aanwezigen sluit haar zoontje op in een elektriciteitskast om hem te beschermen maar raakt de sleutel kwijt.

## Rolverdeling
| Acteur               | Personage  |
| -------------------- | ---------- |
| Sofia Boutella       | Selva      |
| Romain Guillermic    | David      |
| Souheila Yacoub      | Lou        |
| Kiddy Smile          | Daddy      |
| Claude Gajan Maull   | Emmanuelle |
| Giselle Palmer       | Gazelle    |
| Taylor Kastle        | Taylor     |
| Thea Carla Schøtt    | Psyché     |
| Sharleen Temple      | Ivana      |
| Léa Vlamos           | Eva        |
| Alaïa Alsafir        | Alaïa      |
| Kendall Mugler       | Rocket     |
| Lakdhar Dridi        | Riley      |
| Adrien Sissoko       | Omar       |
| Mamadou Bathily      | Bats       |
| Alou Sidibe          | Alou       |
| Ashley Biscette      | Ashley     |
| Mounia Nassangar     | Dom        |
| Tiphanie Au          | Sila       |
| Sarah Belala         | Jennifer   |
| Alexandre Moreau     | Cyborg     |
| Naab                 | Naab       |
| Strauss Serpent      | Strauss    |
| Vince Galliot Cumant | Tito       |